# Løgkuppel
En løgkuppel er en udvældende kuppel af form som et omvendt løg. Stilen stammer fra arabisk arkitektur og kendes ikke mindst fra russiske kirker, samt adskillige spir i Danmark fra barokken. Nørup Kirke og Korning Kirke samt Bredsten Kirke er alle udstyrede med løgkupler.   